# Liste der Stolpersteine in Bad Wimpfen

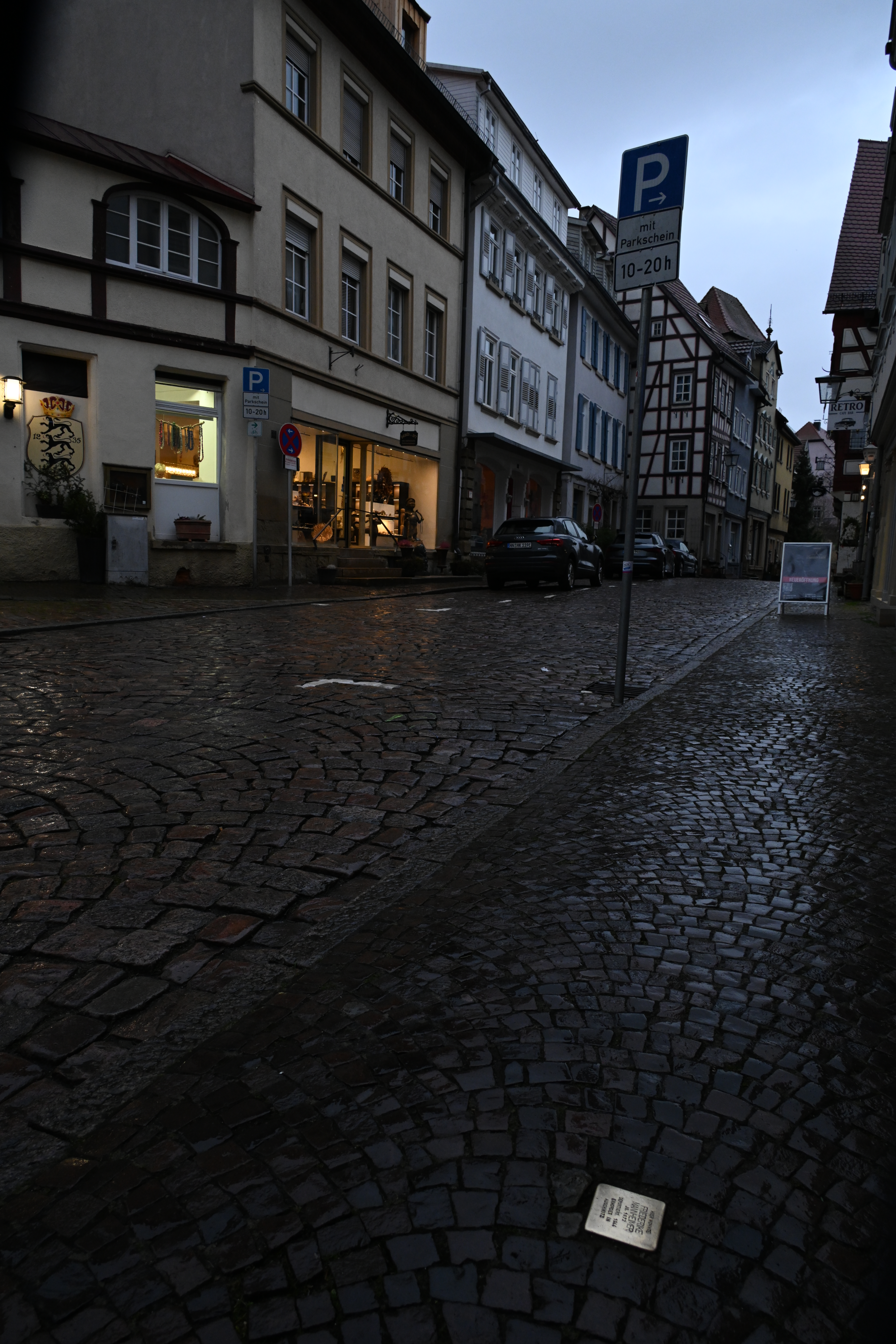
Stolperstein in der Hauptstraße 35

Die Liste der Stolpersteine in Bad Wimpfen enthält alle Stolpersteine, die im Rahmen des gleichnamigen Projekts von Gunter Demnig in Bad Wimpfen verlegt wurden. Mit ihnen soll an Opfer des Nationalsozialismus erinnert werden, die in Bad Wimpfen lebten und wirkten.

## Verlegte Stolpersteine
| Stolperstein                 | Inschrift                                                                                        | Verlegeort        | Name, Leben |
| ---------------------------- | ------------------------------------------------------------------------------------------------ | ----------------- | --- |
| Stolperstein für Adolf Baer  | HIER WOHNTE ADOLF BAER JG. 1854 DEPORTIERT 1944 ERMORDET IN AUSCHWITZ                            | Marktrain 6 ·     | Adolf Baer wurde am 12. September 1854 in Bad Wimpfen geboren. Er wurde 1944 in das KZ Auschwitz deportiert und dort ermordet. |
| Stolperstein für Hedwig Baer | HIER WOHNTE HEDWIG BAER JG. 1892 DEPORTIERT 1942 IZBICA ERMORDET                                 | Marktrain 6 ·     | Hedwig Baer (1892–1942/45) |
| Stolperstein für Hedwig Baer | HIER WOHNTE FRIEDERIKE MANNHEIMER JG. 1872 DEPORTIERT 1944 ERMORDET IN AUSCHWITZ                 | Hauptstraße 35 ·  | Friederike Mannheimer (1872–1942/45)                                                                                           |
| Stolperstein für Hedwig Baer | HIER WOHNTE MANFRED PFEIFER JG. 1928 AUS 'HEILANSTALT' STETTEN 1940 NACH GRAFENECK ERMORDET 1940 | Schiedstraße 18 · | Manfred Pfeifer (1928–1940) |

## Verlegedatum
Die Stolpersteine von Bad Wimpfen wurden am 27. April 2010 vom Künstler persönlich verlegt.